# Muraltia chamaepitys
Muraltia chamaepitys är en jungfrulinsväxtart som beskrevs av Chod.. Muraltia chamaepitys ingår i släktet Muraltia och familjen jungfrulinsväxter. Inga underarter finns listade i Catalogue of Life.